# Hermann von Lips
Hermann von Lips (* 15. April 1942 in Irmelshausen) ist ein deutscher lutherischer Theologe und Professor für Neues Testament.
Nach dem Studium der evangelischen Theologie in Neuendettelsau, Tübingen, Heidelberg und Erlangen wurde Hermann von Lips 1973 zum Pfarrer der Bayerischen Landeskirche ordiniert. Von 1976 bis 1983 war er Pfarrer an der Auferstehungskirche in Fürth. Von 1983 bis 1993 war er Assistent für Neues Testament an der Evangelisch-Theologischen Fakultät der Universität München. Nach Promotion in Heidelberg (1974) und Habilitation in München (1989) war er von 1994 bis 2007 Professor für Neues Testament an der Theologischen Fakultät der Martin-Luther-Universität Halle-Wittenberg. 2009 wurde er Vorsitzender des Mitteldeutschen Bibelwerks. Er ist verheiratet mit der Germanistin Ingeborg von Lips (geborene Sültemeyer).

## Veröffentlichungen (Auswahl)
- Glaube – Gemeinde – Amt. Zum Verständnis der Ordination in den Pastoralbriefen. Göttingen 1979.
- Weisheitliche Traditionen im Neuen Testament. Neukirchen-Vluyn 1990.
- Der neutestamentliche Kanon. Seine Geschichte und Bedeutung. Zürich 2004.
- Timotheus und Titus. Unterwegs für Paulus. Leipzig 2008.
- »... und nicht die Perlen vor die Säue«. Gesammelte Studien zum Neuen Testament. Herausgegeben von Christian Senkel. Leipzig 2012.